# Magdalena Krebs
Magdalena Krebs Kaulen (n. Santiago, 1956) es una arquitecta chilena, especializada en gestión cultural. Entre los años 2010 y 2014 fue Directora de la Dirección de Bibliotecas, Archivos y Museos, y vicepresidenta ejecutiva del Consejo de Monumentos Nacionales, dependiente del Ministerio de Educación de Chile.

## Biografía
Hija de Cecilia Kaulen y Ricardo Krebs, Premio Nacional de Historia en 1982.
Krebs estudió arquitectura en la Pontificia Universidad Católica de Chile, donde se tituló con un proyecto para la ampliación del Museo Histórico Nacional en el edificio de la Real Audiencia. Ingresó a la Dirección de Bibliotecas, Archivos y Museos (DIBAM) en 1983 para desempeñarse en el Departamento de Documentación del Patrimonio Cultural, y en 1988 asumió la dirección del Centro Nacional de Conservación y Restauración (CNCR), institución que dirigió durante 22 años. Fue directora de la revista Conserva del CNCR, evaluadora de proyectos Fondart y de proyectos culturales de la Fundación Andes y miembro del Comité Directivo de la DIBAM hasta 2010. Entre sus principales proyectos se encuentra la gestión integral del proyecto del Centro Patrimonial de la Recoleta Dominica y la restauración de la figura de la Virgen del Carmen de la Parroquia El Sagrario. Como directora del CNCR sus principales intereses estuvieron dedicados a profesionalizar la gestión del patrimonio cultural en Chile y a desarrollar la disciplina de la conservación y restauración en el país. Entre 1995 y 2013 fue miembro del Directorio del International Centre for the Study of the Preservation and Restoration of Cultural Property (ICCROM)  con sede en Roma. La Corporación Patrimonio Cultural de Chile le otorgó el Premio Patrimonio, en la categoría conservación, el año 2009.

### Directora de DIBAM
Fue elegida por el Sistema de Alta Dirección Pública el año 2010 para la dirección de la DIBAM. En virtud del cargo es vicepresidenta ejecutiva del Consejo de Monumentos Nacionales y directora de la Biblioteca Nacional, miembro del Directorio Nacional del Consejo Nacional de la Cultura y las Artes en representación del Ministro de Educación, del Directorio del Museo Chileno de Arte Precolombino y del Museo Interactivo Mirador, entre otras organizaciones.
Ejerció este cargo hasta marzo del año 2014. Durante su administración se impulsó el proyecto de creación del Ministerio de Cultura, la modificación a la Ley de Monumentos Nacionales, la ratificación de Chile del Convenio de la Unesco de 1970, que aboga por la lucha contra el tráfico ilícito de bienes patrimoniales. En el ámbito de la gestión se destacó por la compra y el desarrollo del proyecto de restauración del Palacio Pereira para sede institucional de la Dibam, la convocatoria para el concurso para la ampliación del Museo Histórico Nacional, la restauración e instalación de la Biblioteca Regional de Antofagasta y el traspaso de la cárcel de Punta Arenas para Biblioteca y Archivo Regional de Magallanes. Además consolidó la renovación de los distintos espacios de la Dibam, el mejoramiento de las plataformas tecnológicas de la institución y relanzó la revista PAT. 